# Djib
Pour plus de détails, voir Fiche technique et Distribution.
Djib est un film  sorti en 2000 et réalisé par le béninois Jean Odoutan. D'une durée de 90 minutes relate l'histoire d'amour de Djibril, un jeune adolescent rebelle dans les années 1990 confronté aux conflits insignifiants qui opposent dans les banlieues française les noirs, les noirs des Antilles et les beurs,,,,,.

## Synopsis
Djibril, qui a pour devise : « Un Noir ne doit jamais se laisser traiter de nègre par un autre qu’un Noir. C’est la pire des insultes. »  est  un adolescent français d’origine africaine élevé par sa grand-mère. Il est en rébellion contre la société des années 1990. Cette rébellion se remarque par son irrespect envers son aïeule et aussi par le fait qu'il refuse d’aller à l’école. Voilà qu'un jour, il rencontre Joséphine une arabo-gauloise dont il tombe amoureux. Il veut l’emmener passer selon ses dires, des vacances du tonnerre , mais pour cela il faut de l’argent. Djib va essayer vaille que vaille d’en trouver,,,,,,.

## Fiche technique
- Producteur délégué : Jean Odoutan
- Scénariste : Jean Odoutan
- Ingénieurs du son : Jérôme Ayasse, Christian Coudevylle
- Montage : Jean Odoutan
- Décorateur : Jean Odoutan
- Costumes : Jean Odoutan
- Assistant à la réalisation : Pierre Constantin
- Directeur de la photo : Valerio Truffa
- Attachée de presse (film) : Ange Natoudo
- Scripte : Nadia Chettab
- Auteur de la musique : Jean Odoutan[7],[6],[10]

## Distribution
|                        | personnages       |
| Max-Edouard Balthazard | Djib              |
| Jessica Hammoudi       | Joséphine         |
| Laurentine Milebo      | la grand-mère     |
| Jean Odoutan           | monsieur Explorer |
| Samy Chattouna         | Akim              |
| Michel Nguyen          | Minh Kiet Junior  |
| Richard Lesoing        | le blondinet      |
| Issa Drame             | Nèg' marron       |

- Tabou-Tabac Films[14],[15]

## Distinctions
De nombreux festivals ont remarqué le film Djib et son acteur principal Max-Edouard BALTHAZARD a été couronné au Québec au festival Vues d'Afrique.